# ۱۶۰۶۸ بالنگ
سیارک ۱۶۰۶۸ (به انگلیسی: 16068 Citron، نامگذاری:1999RN86) شانزده هزار و شصت و هشتمین سیارک کشف شده‌است که در ۷ سپتامبر ۱۹۹۹ کشف شد.
قدر مطلق سیارک برابر ۱۲.۹ است.